# 16 mai 1959
Le samedi 16 mai 1959 est le 136e jour de l'année 1959.

## Naissances
- Andrew Litton, chef d'orchestre et pianiste américain
- Cynthia del Águila, femme politique guatémaltèque
- Gerard Donovan, écrivain irlandais
- Greg Johnston, rameur néo-zélandais
- Ioánnis Andrianós, homme politique grec
- Jean-Michel Veillon, musicien français
- Mare Winningham, actrice américaine
- Martin Pado, homme politique slovaque
- Mitch Webster, joueur américain de baseball
- Ofelia Cano, actrice mexicaine
- Roberto Piazza, acteur, chanteur, écrivain et styliste argentin
- Vincent de Brus, réalisateur, scénariste et perchman français
- Yannick Letty, écrivain français

## Décès
- Edward Winslow Gifford (né le 14 août 1887), ethnologue américain
- Elisha Scott (né le 24 août 1893), joueur de football irlandais
- Friedrich Grimm (né le 17 juin 1888), personnalité politique allemande
- Gyula Kiss (né le 21 octobre 1881), joueur international hongrois de football
- William Hammond Wright (né le 4 novembre 1871), astronome américain

## Événements
- Fin du championnat d'Israël de football 1958-1959
- Début du tour d'Italie de 1959